# Ilya Kablukov
Ilya Kablukov (Moscou, 18 de janeiro de 1988)  é um jogador profissional de hóquei no gelo russo que atua na posição de left winger pelo SKA Saint Petersburg, da KHL.

## Carreira
Ilya Kablukov foi draftado pelo Vancouver Canucks na 144º colocação em 2007.